# Techland
Techland est un studio de développement et éditeur de jeux vidéo polonais fondé en 1991 par Paweł Marchewka. Le studio est notamment connu pour avoir développé Dead Island, un jeu de type survival horror avec des zombies, dont la suite Dead Island: Riptide est sortie en avril 2013. Dans la même thématique, le studio est derrière Dying Light sorti en 2015, puis Dying Light 2 Stay Human en 2022.
Le studio est aussi connu pour avoir développé Call of Juarez et sa préquelle Call of Juarez: Bound in Blood, deux jeux de tir à la première personne à l'ambiance western.

## Historique
Un rapport paru en 2021 dans TheGamer expose les difficultés au sein de l'environnement de travail du studio et met en lumière divers problèmes entravent le développement de la suite de Dying Light 2 Stay Human. Fondé sur 10 entretiens avec d'anciens et actuels employés de Techland, il révèle une gestion autocratique, une planification défaillante et une culture toxique perçue comme émanant des dirigeants. Cette dynamique aurait eu un impact négatif sur le moral et les méthodes de travail, engendrant des contretemps dans le développement du jeu. Durant les deux derniers mois précédant la publication, au moins 20 employés ont quitté Techland. Ces problèmes seraient souvent causés par la hiérarchie, notamment avec le directeur général Pawel Marchewka. Les témoignages indiquent que Marchewka et les cadres de Techland rejettent les suggestions des employés experts en game design, ce qui complique le processus de développement et soulève des préoccupations quant à un possible harcèlement moral au sein de l'entreprise. Les experts qui ne suivent pas l'agenda de la direction se retrouveraient progressivement isolés du projet et de leurs responsabilités, ce qui les pousserait à quitter l'entreprise ou à être licenciés.

## Jeux développés
| Titre                                      | Année  | Plates-formes                                                |
| ------------------------------------------ | ------ | ------------------------------------------------------------ |
| Gnome Land Belfegora                       | 1998   | Windows                                                      |
| Chess 98                                   | 1998   | Windows                                                      |
| Speedway 99                                | 1999   | Windows                                                      |
| Crime Cities                               | 2000   | Windows                                                      |
| Chess 2001                                 | 2001   | Windows                                                      |
| Mission: Humanity                          | 2001   | Windows                                                      |
| Speedway Championships                     | 2001   | Windows                                                      |
| Survival: The Ultimate Challenge           | 2001   | Windows                                                      |
| Bridge 3000                                | 2001   | Windows                                                      |
| Pet Racer                                  | 2001   | Windows                                                      |
| Pet Soccer                                 | 2002   | Windows                                                      |
| Indiana Jack                               | 2002   | Windows                                                      |
| FIM Speedway Grand Prix                    | 2002   | Windows                                                      |
| Chrome                                     | 2003   | Windows                                                      |
| Hen on Fire: Kurminator                    | 2003   | Windows                                                      |
| Xpand Rally                                | 2004   | Windows                                                      |
| Chrome: SpecForce                          | 2005   | Windows                                                      |
| Crazy Soccer Mundial                       | 2006   | Windows                                                      |
| FIM Speedway Grand Prix 2                  | 2006   | Windows                                                      |
| GTI Racing                                 | 2006   | Windows                                                      |
| Call of Juarez                             | 2006   | Windows, Xbox 360                                            |
| Xpand Rally Xtreme                         | 2006   | Windows                                                      |
| FIM Speedway Grand Prix 3                  | 2008   | Windows                                                      |
| Nikita: The Mystery of the Hidden Treasure | 2008   | Windows                                                      |
| Nikita: Wild Cars                          | 2008   | Windows                                                      |
| Speedway League                            | 2009   | Windows                                                      |
| Call of Juarez: Bound in Blood             | 2009   | Windows, PlayStation 3, Xbox 360                             |
| Karaoke for Fun: Radio Gold Hits           | 2009   | Windows                                                      |
| Karaoke for Fun: King of Pop               | 2009   | Windows                                                      |
| Karaoke for Fun: Pop                       | 2009   | Windows                                                      |
| Karaoke for Fun: Rock                      | 2009   | Windows                                                      |
| Karaoke for Fun: 50 Hits                   | 2009   | Windows                                                      |
| Karaoke for Fun: 80 Hits                   | 2009   | Windows                                                      |
| SingSing                                   | 2010   | Windows                                                      |
| Nail'd                                     | 2010   | Windows, PlayStation 3, Xbox 360                             |
| FIM Speedway Grand Prix 4                  | 2011   | Windows                                                      |
| Call of Juarez: The Cartel                 | 2011   | Windows, PlayStation 3, Xbox 360                             |
| Dead Island                                | 2011   | Windows, Linux, PlayStation 3, Xbox 360                      |
| Mad Riders                                 | 2012   | Windows, PlayStation 3, Xbox 360                             |
| Call of Juarez: Gunslinger                 | 2013   | Windows, PlayStation 3, Xbox 360, Nintendo Switch            |
| Dead Island: Riptide                       | 2013   | Windows, PlayStation 3, Xbox 360                             |
| Hellraid: The Escape                       | 2014   | Android, iOS                                                 |
| Dying Light                                | 2015   | Windows, macOS, Linux, PlayStation 4, Xbox One               |
| Pure Farming 2018                          | 2018   | Windows, PlayStation 4, Xbox One                             |
| Dying Light 2 Stay Human                   | 2022   | Windows, PlayStation 5, Xbox Series, PlayStation 4, Xbox One |
| Dying Light: The Beast                     | 2025   | Windows, PlayStation 5, Xbox Series                          |
| Hellraid                                   | annulé | Windows, Linux, PlayStation 4, Xbox One                      |